# Hammonasset
Hammonasset /="where we dig holes in the ground", maleno pleme Mattabesec Indijanaca, po Hodgeu ogranak Quinnipiaca, koji su živjeli duž rijeke Hammonasset, blizu Guilforda, na području današnjeg okruga Middlesex u Connecticutu. Predvodio ih je poglavica Sebequanash čiju je kćerku oženio poznati poglavica Uncas (Onkos). Prvi naseljenici stigli su 1639. krotz koje vrijeme su s njima živjeli u relativnoj harmoniji, a Posljednja pripadnica plemena umrla je 1802. godine u svom logoru na Big Hammocku, današnji Shore Road u Clintonu.
Bili su lovci, ribari i ratari (kukuruz, grah, tikve).